# Genciana ciliada
La genciana ciliada, Gentiana ciliata, és una espècie de planta dins la família gencianàcia. La seva distribució és europea incloent Catalunya on viu entre els 400 i els 2300 m d'altitud.

## Descripció
Planta de 8 a 25 cm d'alt. Corol·la ciliada al marge dels lòbuls, d'un blau intens, de 3-5x1,5-3 cm; fulles linear-lanceolades.

## Hàbitat
Pastures frescals calcàries del nord de Catalunya.